# Palais Rihour
Pour les articles homonymes, voir Rihour.
Le Palais Rihour est un bâtiment situé place Rihour à Lille, dans le département français du Nord. C'est tout ce qui reste d'un palais construit au XVe siècle par les ducs de Valois-Bourgogne, souverains de fait de l'État bourguignon. La salle des gardes du bâtiment abrite l'office de tourisme de la ville. Il est classé monument historique en 1875.

## Localisation
Le Palais Rihour se situe au 42 de la place Rihour dans le centre-ville de Lille. Il est desservi par la première ligne de métro grâce à la station Rihour.

## Histoire
En 1450, Philippe le Bon engage des négociations avec la ville pour obtenir des subventions pour la construction d'un nouveau palais. Il obtiendra 6 000 livres sur quatre ans octroyés par le Magistrat. En 1453, le terrain de l'ancienne manse de Rihout (ou Rioult ou Rihoult) sur une partie de l'îlot  Rihour, territoire marécageux encore inhabité entre le canal des Poissonceaux et l'enceinte de la ville établie parallèlement au XIIIe siècle, est acquis et les travaux de construction sur les plans de l'architecte Evrard de Mazières sont engagés. Ils s'achèveront vingt ans plus tard sous Charles le Téméraire.
Le palais comprenait quatre ailes de proportions différentes formant un quadrilatère, encadrant une cour d'honneur. La nature marécageuse du terrain occasionna rapidement des dommages au bâtiment, et d'autre part des réparations importantes durent être effectuées dès le siècle suivant, à cause de la qualité médiocre de la pierre utilisée, venant de la carrière de Lezennes, bien que l'essentiel fût construit, contre la volonté du duc Philippe le Bon, en brique. Le palais est précédé pendant quelques décennies d'une barrière en bois rythmée par onze statues héraldiques de lions et de griffons.
L'empereur Charles Quint y a séjourné. Le palais Rihour fut racheté 90 000 florins par la ville au roi d'Espagne en 1664 pour servir de « maison de ville », la précédente, la  halle échevinale de Lille, étant située sur la Grand'Place (précisément à l'emplacement du débouché sur l'actuelle place du Théâtre de la rue Faidherbe, dont le percement  en 1870 la fit disparaître. Des aménagements furent alors apportés à la façade nord.

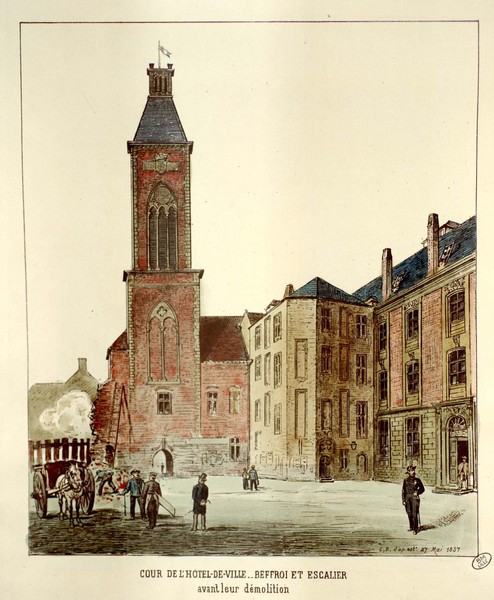
Le Palais Rihour vers 1840 avant sa reconstruction

En 1700, l'aile nord est endommagée par un incendie à la suite d'un bal nocturne et reconstruite dans le style de l'époque. En 1744, le roi Louis XV passe plusieurs jours à Lille et loge au palais. Ne se sentant pas à l'aise, il déménagea le 13 mai 1744 pour l'hôtel du Gouverneur, onze jours après. En 1756, c'est l'aile ouest qui est ravagée par un incendie. Elle sera restaurée dans le style Louis XIV. Un nouvel incendie endommagea ultérieurement la partie sud-est qui fut laissée en l'état.
Après ces incendies, une restauration partielle en 1733 et la construction d'un beffroi en 1826, l'ensemble des bâtiments abritant les services municipaux était très disparate. Le palais fut finalement détruit en 1846 pour être intégralement reconstruit jusqu'en 1857 dans un style néo-renaissance par Charles Benvignat. Le beffroi de 1826 fut démoli lors de cette reconstruction.
La chapelle du XVe siècle, établie sur des fondations antérieures à la construction du palais, est conservée à l'arrière du bâtiment et l'escalier d'honneur de la cour centrale déplacé pierre par pierre devant celle-ci, pivotant de 90° par rapport à son orientation primitive. La même année eut lieu la première représentation de la cantate de Hector Berlioz, le Chant des chemins de fer (la seule de son vivant). En 1875, il est classé monument historique

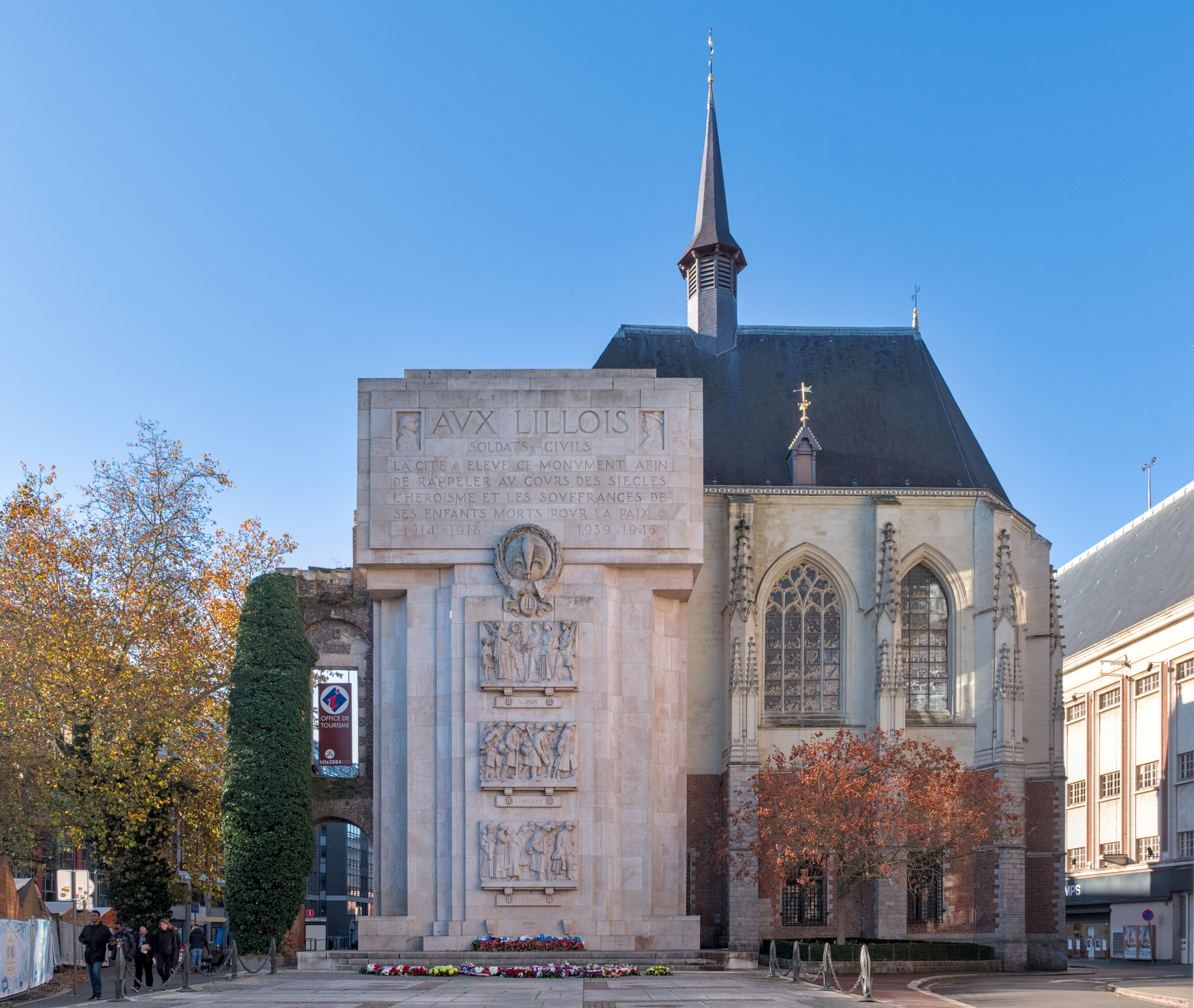
Vue du Palais Rihour, quand on arrive de la Grand-Place de Lille.

La nuit du 23 au 24 avril 1916, un départ de feu accidentel au second étage s'étend et provoque un nouvel incendie. Le bâtiment abritait alors la mairie que les pompiers rejoignent tardivement en raison du couvre-feu. De plus, ils ne disposent que d'une eau à faible pression, ne leur permettant pas d'éteindre l'incendie. Ils peuvent quand même sauver les services financiers et la salle du conclave. Mais les archives de la ville du XIXe siècle et une partie des collections de la bibliothèque municipale disparaissent dans le sinistre,.
Les services municipaux emménagent alors Boulevard de la Liberté et à la Préfecture puis, en avril 1918, rue Gambetta et également dans les locaux d'un établissement d'enseignement catholique actuellement oeuvres laïques parvis de la Treille 
avant la construction de 1924 à 1932 d'un nouvel hôtel de ville, dessiné par l'architecte Émile Dubuisson.
Le Palais Rihour fut alors rasé, à l'exception de la chapelle et de l'escalier du XVe siècle, préservés et de quelques arcades de brique du bâtiment XIXe siècle.
En 1929, l'imposant Monument aux Morts d'Edgar Boutry et Jacques Alleman fut dressé devant ces vestiges, en souvenir des destructions et souffrances subies par Lille durant la Première Guerre mondiale. Il éclipse en partie, quand on arrive par la grand-place attenante, ce qui reste du palais lillois des ducs de Valois-Bourgogne.

## Éléments d'architecture

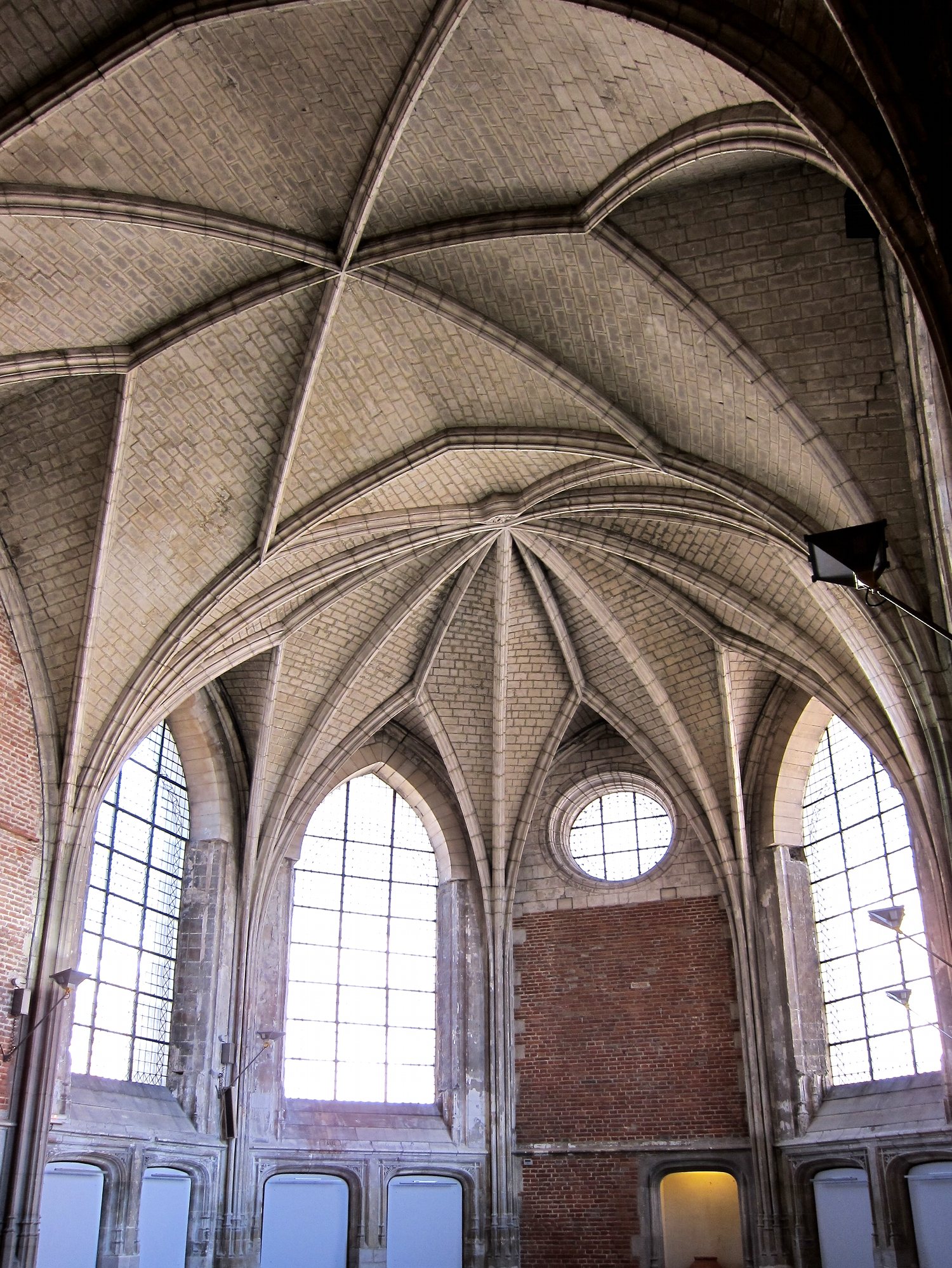
La voûte de la salle du conclave

Les parties restantes de l'édifice, escalier d'honneur, chapelle et salle des gardes, sont de style gothique tardif : fenêtres à meneaux, tourelle octogonale abritant un escalier à révolution, salle des gardes voûtée d'ogives élancées, chapelle (dite salle du Conclave).
La chapelle ou salle du conclave servit de lieu de justice. Elle était décorée de cinq tableaux monumentaux peints par Arnould de Vuez. Les tableaux ont disparu mais leurs esquisses peintes sont conservées et exposées au musée de l'Hospice Comtesse. Plusieurs grandes caves voutées d'ogives appartenant au palais se trouvent sous la place.
En 2004, la ville de Lille fut Capitale européenne de la culture. À cette occasion le Palais Rihour abrita une exposition des œuvres du peintre Victor Vasarely et son clocheton fut reconstruit.

### Salle des gardes
L'ancienne salle des gardes abrite l'office de tourisme de Lille.

### Salle du conclave ou ancienne chapelle ducale
La Salle du conclave était l’ancienne chapelle du palais et a servi de salle de réunion au Magistrat à partir de 1684. Voûtée sur croisées d’ogives, elle comprend une nef unique et accueille aujourd’hui des expositions temporaires.